# Aureliano da Fonseca
Aureliano da Fonseca (Porto, Santo Ildefonso, 25 de fevereiro de 1915 — Porto, Ramalde, 16 de janeiro de 2016) foi um médico, dermatologista, professor, orfeonista e tuno português.

## Biografia
Foi membro do Orfeão Universitário do Porto, da Orquestra Universitária de Tangos e da Tuna Universitária do Porto.
Compôs em 1937, em coautoria com Paulo Pombo as músicas "Nosso Encontro" e "Amores de Estudante" que é considerada por muitos como o hino dos estudantes em Portugal.
Em 1962 na passagem do vigésimo quinto aniversário da criação de "Amores de Estudante", os autores compõem "Saudade de Estudante".
Em 2013 a banda de rock UHF faz uma versão punk rock da música "Amores de Estudante". O autor da música, Aureliano da Fonseca, então com noventa e oito anos, foi convidado especial na estreia ao vivo desta versão num concerto realizado na Casa da Música no Porto.